# Domaine provincial de Rivierenhof
Le Rivierenhof est un domaine provincial de 132 ha situé à Deurne dans la province d'Anvers.

## Histoire
Le nom du domaine rappelle la rivière et les pièces d'eau qui parsèment le parc.
De 1618 à 1773, le domaine est la propriété des jésuites. Sur le domaine une pierre mémorielle rappelle leur présence : il s'agit d'un fragment de l'église Ignace à Anvers (aujourd'hui Église Saint-Charles-Borromée d'Anvers), frappée par la foudre et incendiée en 1718. L'ordre est dissout en 1773 et la propriété est vendue aux enchères en 1776. Elle est acquise par le banquier Jean-Baptiste Cogels - lequel achète deux ans plus tard, le château Sterckshof, adjacent. Son fils, Albert, puis son petit-fils, Georges, lui succèdent et conservent la propriété.
En 1889, le domaine est à nouveau mis en vente publique et acquis par Louise Bosschaert-Cogels (Anvers, 1853 - Haarlem, 1917. Épouse d'Ernest Bosschaert de Bouwel, 1853-1900, conseiller communal de Deurne).
En 1921, le domaine est acquis par la province d'Anvers et s'ouvre au public en 1923. Le buste de J. Schobbens, placé à la gauche de l'étang du Miroir au château de Rivierenhof, rendent hommage aux efforts de ce mandataire provincial en ce sens.

## Domaine actuel
Le parc de loisirs est divisé en deux parties, l'une dite "passive" pour les promeneurs : les allées et une terrasse du château, l'autre dite "active" pour les sportifs : football, tennis, basket-ball, pétanque .... Une autre partie est presque sauvage: on se promène dans une nature apparemment spontanée. Au niveau éducatif et culturel, ce parc offre un zoo pour enfants, un jardin de circulation et un théâtre en plein air. Plusieurs sentiers de randonnée traversent le domaine.

### Eau
En plus des différents canaux, Rivierenhof comprend plusieurs étangs, dont un grand étang de pêche, d'une surface de 4 ha et d'une profondeur d'environ 1,5 m. Le bassin des barques a une surface de 2,2 ha, et une profondeur de 0,5 m seulement. On peut également y pêcher,.
Dans tout le parc, serpente la rivière Groot Schijn. Un des derniers tronçons encore ouverts du Canal de Herentals, creusé en 1486 mais largement refermé au XXème siècle, se trouve dans le parc.

### Nature
Le Rivierenhof abrite une grande diversité animale, dont le pic ; dans les étangs vivent aussi des anguilles, gardons, carpes, sandres, tanches, etc.
Le parc contient des arbres précieux, dont certains étrangers.